# Bayfield (condado de Bayfield, Wisconsin)
Bayfield es un pueblo ubicado en el condado de Bayfield en el estado estadounidense de Wisconsin. En el Censo de 2010 tenía una población de 680 habitantes y una densidad poblacional de 1,96 personas por km².

## Geografía
Bayfield se encuentra ubicado en las coordenadas 46°52′47″N 90°57′13″O / 46.87972, -90.95361. Según la Oficina del Censo de los Estados Unidos, Bayfield tiene una superficie total de 347.01 km², de la cual 230.94 km² corresponden a tierra firme y (33.45%) 116.07 km² es agua.

## Demografía
Según el censo de 2010, había 680 personas residiendo en Bayfield. La densidad de población era de 1,96 hab./km². De los 680 habitantes, Bayfield estaba compuesto por el 75% blancos, el 0.44% eran afroamericanos, el 17.94% eran amerindios, el 0% eran asiáticos, el 0% eran isleños del Pacífico, el 0% eran de otras razas y el 6.62% pertenecían a dos o más razas. Del total de la población el 2.35% eran hispanos o latinos de cualquier raza.